# Кистанова, Анна Владимировна
 Анна Владимировна Кистанова  (род. 26 августа 1990 года) — казахстанская биатлонистка.

## Карьера
Биатлоном занимается с 2008 года. Тренируется в Лисаковске у Геннадия Макарова. На международной арене выступает с 2009 года.
На чемпионате Азии 2012 года А. Кистанова в составе казахстанской четверки стала серебряным призёром в смешанной эстафете.
Серебряный призёр Универсиады 2015 года.
В сезоне 2014/15 дебютировала на этапах Кубка мира. Побед на этапах Кубка мира не имеет. Лишь четырежды получала зачётные очки, причём дважды на своём дебютном этапе в Ханты-Мансийске, что позволило завершить сезон на 83 месте в общем зачёте. В текущем сезоне занимает также 83 позицию.
Представляла Казахстан на чемпионатах мира 2015 и 2016 годов. 2019 завершила карьеру